# Giovanni Angelo d'Antonio
Giovanni Angelo d'Antonio (Bolognola 1415/1420 - 1478/1481) est un peintre italien du XVe siècle, de facture gothique appartenant à l'école de Camerino qui comprenait également Giovanni Boccati et Girolamo di Giovanni.

## Biographie
Giovanni Angelo d'Antonio est né entre 1415 et 1420 dans une communauté paysanne du village de montagne de Bolognola dans la province de Macerata dans le Marches italiennes.
Son père était connu comme Antonio di Domenico il matto (« le fou »).
Les premières traces officielles de Giovanni Angelo d'Antonio datent de 1443.
Accompagné de Giovanni Boccati, son compatriote de Camerino, ils partent d'Urbino en janvier 1443, pour Florence à l'atelier de Fra Filippo Lippi pour un travail sur un de ses retables et où il rencontre Giovanni Cosimo de Medici.
Après une seconde visite en 1444, il retourne à Camerino pour produire sa première œuvre remarquable, Madonna e Santi (1445), maintenant au Palazzo Venezia  à Rome. Ce tableau qui avait été peint pour l'église San Michele Arcangelo de Bolognola dans laquelle son frère, don Pietro, était prêtre depuis 1441, montre l'influence de l'école florentine et de Filippo Lippi en particulier.
En 1449, il travaille sur une fresque pour une chapelle de l'église Sant'Agostino à Camerino.
Il s'est probablement rendu avec son collègue Giovanni Boccati à Padoue, ce qui expliquerait le changement dans son style au cours des années 1450 .
Son travail le plus significatif est L'Annonciation du couvent de Spermento, probablement commandé par Elisabetta Malatesta da Varano et peint entre 1455 et 1456.
L'art de Giovanni Angelo d'Antonio atteint son apogée dans les années 1460, durant lesquelles il applique, de manière évidente, la mise en lumière de Piero della Francesca.
Les œuvres de cette période comprennent Crocifissione e santi, Castello di Fiordimonte (1456), la Vierge à l'Enfant et saints, église San Francesco (1462), et la Madonna de la Miséricorde à Villa di Montalto (1468).
Sa dernière pièce majeure a été entreprise à l'âge de soixante-dix ans quand, de retour dans sa ville natale, il peignit une petite fresque de la Vierge à l'Enfant et saints dans un sanctuaire près de Bolognola. Les fresques du sanctuaire ont été détachées, restaurées et conservées à la Pinacothèque Civique de Camerino.
Giovanni Angelo d'Antonio a fait son testament en 1478 et est mort en 1481.
Jusqu'en 2001 , une grande partie de son travail avait été attribué à Girolamo di Giovanni (qui est considéré comme étant le fils de Giovanni Boccati). La contribution de Giovanni Angelo d'Antonio à la réputation de l'école de Camerino des années 1400 est maintenant considérée comme aussi importante que celle de Giovanni Boccati et Girolamo di Giovanni.

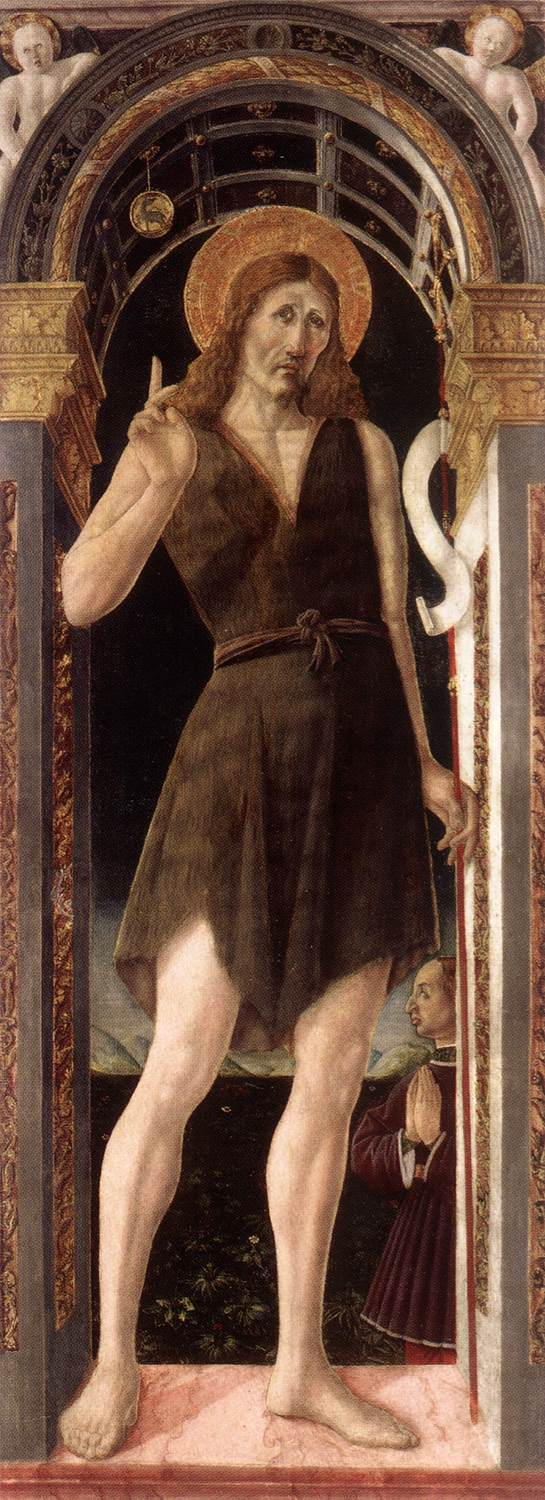
Saint Jean Baptiste
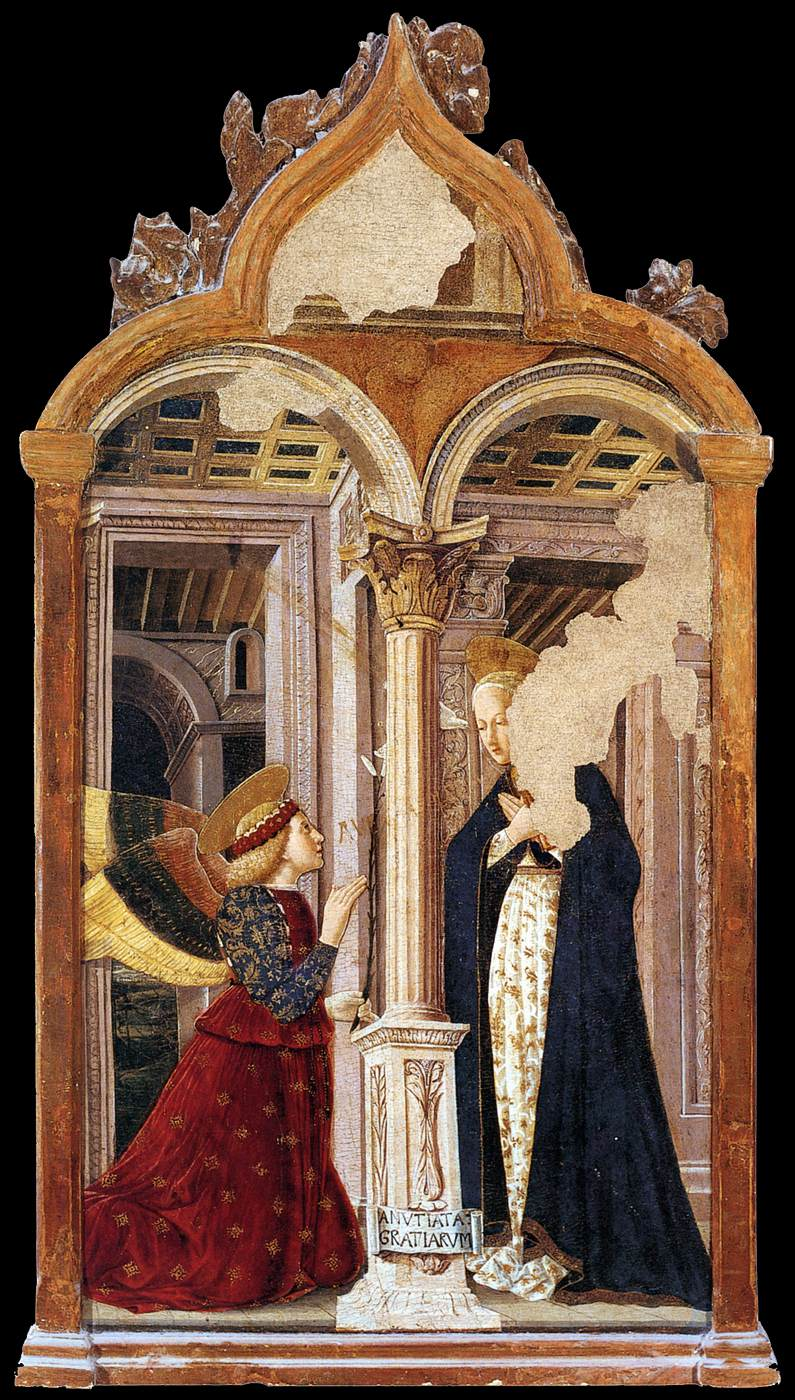
Annonciation
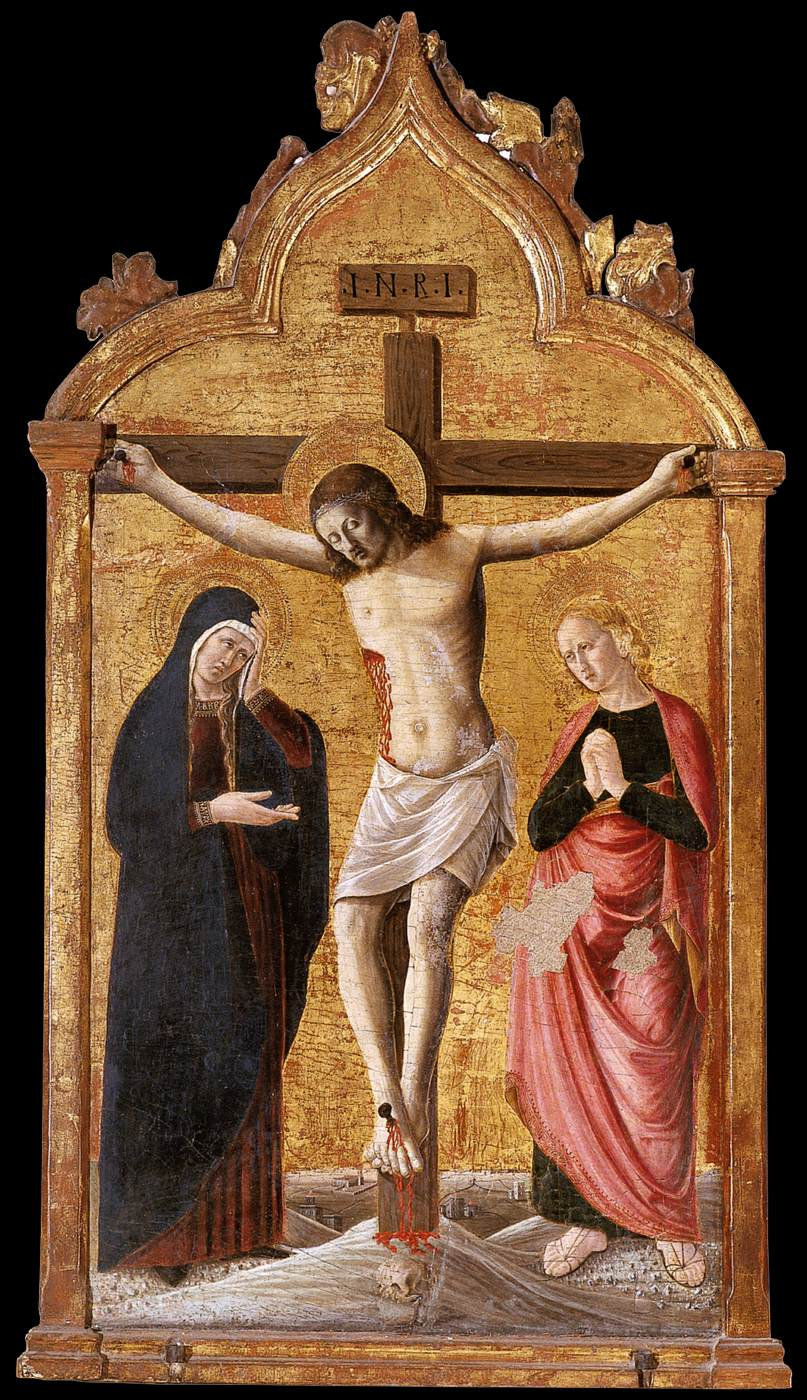
Crucifixion
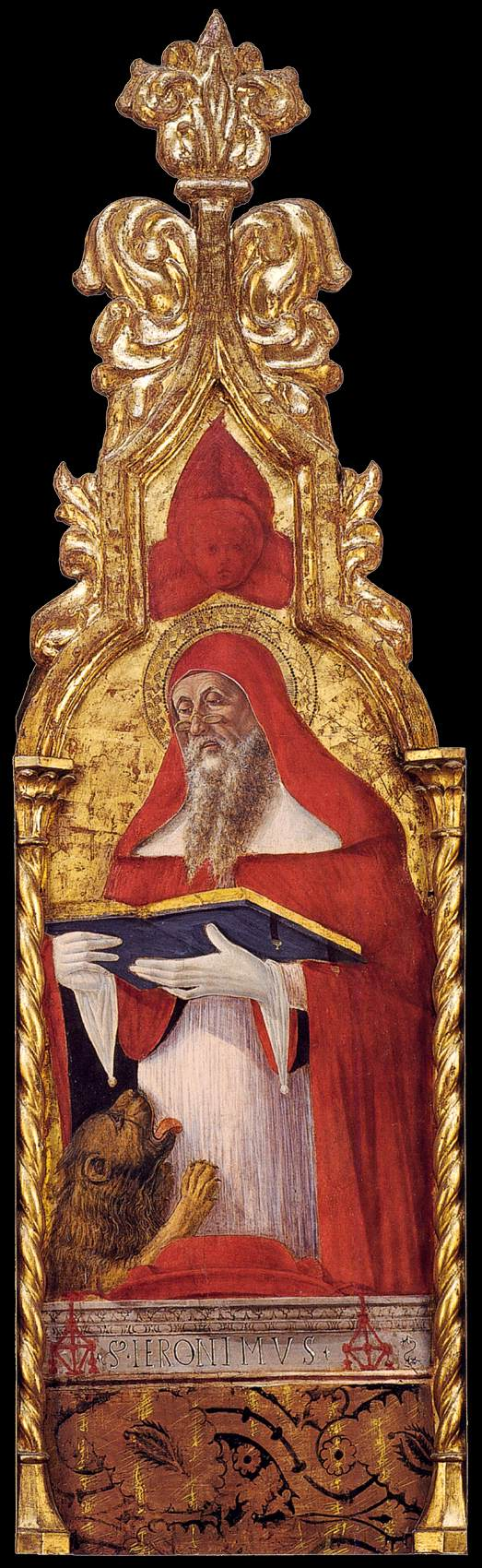
Saint Jérôme

## Œuvres
- Madonna della Misericordia (1468), fresque, Santa Maria del Soccorso, Villa di Montalto, Italie,
- Madonna e Santi (1445), 142 × 118,5 cm, Palazzo Venezia, Rome[5],[6].
- Fresque (1449), chapelle église Sant'Agostino, Camerino,
- Annonciation, couvent de Spermento[7],
- Crocifissione e santi(1456), Castello di Fiordimonte,
- Vierge à l'Enfant et saints(1462), église San Francesco,
- Vierge à l'enfant et saints, Pinacoteca Civica, Camerino.
- Polyptyque (1462-1465) , collection  Museo Poldi Pezzoli, provenant de la sacristie de la collégiale San Benedetto, Gualdo Tadino[8],
- Crucifixion et Annonciation (1456-1458), tempera et or sur bois, peint sur deux côtés, 126 × 76 cm, Collegiata Santa Maria Piazza Alta, Sarnano[9],[10],
- Saint Jérôme, 154 × 43 cm, Pinacothèque de Brera, Milan[11],[12].
- Les saints Sébastien et Pierre, Crucifixion et Saint-Laurent (1463-1464), tempera et or sur bois, Registre supérieur du polyptyque, Pinacothèque de Brera, Milan.

## Sources
- (en) Cet article est partiellement ou en totalité issu de l’article de Wikipédia en anglais intitulé « Giovanni Angelo d'Antonio » (voir la liste des auteurs).

## Liens
- Peintres nés dans les Marches